# Кутан-Пейр, Изабель
Изабель Кутан-Пейр (фр. Isabelle Coutant-Peyre, 5 июля 1953, XVI округ Парижа — 12 апреля 2024, X округ Парижа) — французский адвокат; была помолвлена с Ильичем Рамиресом Санчесом, международным террористом, более известным как «Карлос» или «Карлос Шакал».

## Жизнь и карьера
Кутан-Пейр представляла интересы Закариаса Муссауи на ранних этапах его заключения, пока он ожидал суда за участие в террористических актах 11 сентября 2001 года.
В браке с государственным служащим у неё было трое сыновей: Флоран, Габриэль и Орельен.
Кутан-Пейр стала адвокатом и работала с Жаком Верже, защитником Джамили Бухиред, и поддерживала её защиту «борцов за революцию» доходами от своей деятельности в качестве бизнес-юриста.
В своих политических делах она использовала методы «разрыва». Её ненадолго посадили в тюрьму за то, что она сравнила французскую полицию с гестапо.
Её жених Карлос содержится в тюрьме Клерво, где он является частью общего числа заключённых, и их попытки пожениться были сорваны из-за юридических проблем. Супружеские свидания могут совершаться только после заключения гражданского брака; мусульманская церемония, проведённая в 2001 году (когда Карлос был женат на своей второй жене, а Изабель была замужем за первым мужем), не имеет юридической силы. Она считала, что Карлос невиновен во всех преступлениях, предположительно совершённых им в Париже.
Среди других её клиентов были Стеллио Капо Чичи, Юсуф Фофана (убийца Илана Халими), Роже Гароди, Мохамед Беналель Мера (отец Мохаммеда Мера, ответственного за теракт в Тулузе и Монтобане), Чарльз Собрадж и Исламская Республика Иран против фильма «Арго».
Кутан-Пейр умерла 12 апреля 2024 года в возрасте 70 лет.